# Гора Татищева
Гора Тати́щева — гора в Свердловской области России в городе Екатеринбурге, расположена в Нижнеисетском лесопарке.

## Местоположение горы
Гора Татищева расположена на территории муниципального образования «город Екатеринбург», в 1 километре к югу от микрорайона Рудный в черте города Екатеринбург, в лесопарке Нижнеисетский. Гора высотой в 385,2 метра покрыта смешанным лесом.

## История
Имя В. Н. Татищева — одного из основателей г. Екатеринбурга — было присвоено Правительством РФ в декабре 2000 г.
До расширения в 2010 году границ собственно города Екатеринбурга это была высшая точка на его территории, но уступающая по высоте высшей точке муниципального образования «город Екатеринбург» горе Мотаиха (восточная вершина).

## Ссылка
- Распопов П. Шабры - Рудный (26.09.2015) Архивная копия от 22 сентября 2017 на Wayback Machine//Uraloved.ru, 05.10.2015